# Dangwai
Ruch dangwai (dosłownie „poza partią”) – ruch polityczny w Republice Chińskiej (Tajwanie) w drugiej połowie lat 1970. i pierwszej lat 1980. Grupował (formalnie niezależnych) polityków opozycyjnych względem rządzącego Kuomintangu (KMT).

## Geneza i historia
Po porażkach na arenie międzynarodowej (utrata miejsca w ONZ w 1971, zerwanie stosunków dyplomatycznych przez USA w 1979) kuomintangowski rząd Republiki Chińskiej starał się zyskać większą popularność wewnątrz kraju, dopuszczając szerszą grupę obywateli do udziału w polityce, nie ryzykując jednak oddania władzy. W Yuanie Ustawodawczym i Zgromadzeniu Narodowym zasiadali wciąż posłowie wybrani jeszcze w wyniku klęski w wojnie domowej z komunistami (1945–1949), po której rząd Republiki wycofał się na Tajwan. Miało to potwierdzać, że rząd w Tajpej jest legalnym reprezentantem całych Chin. Jedynie w przypadku śmierci posła, urządzano wybory uzupełniające wśród lokalnych kandydatów. W latach 70. XX w. dopuszczono do tych wyborów kandydatów spoza (wai) rządzącej partii (dang). 
Kampanie polityczne aktywiści dangwai prowadzili przez bezpośredni kontakt z wyborcami np. podczas wieców. Wymuszał to brak dostępu do mediów, kontrolowanych przez władze i oddanych na użytek kampanii kandydatom partyjnym (KMT). 
W 1979 działacze dangwai zorganizowali marsz z okazji Światowego Dnia Praw Człowieka w Kaohsiungu. Brutalne stłumienie demonstracji (tzw. Incydent w Kaohsiung) i następne prześladowania osłabiły ruch, ale równocześnie zwróciły uwagę opinii światowej, w szczególności USA, na autorytarne rządy na Tajwanie.
W 1986 aktywiści założyli Demokratyczną Partię Postępową i od tego czasu działali w ramach regularnej partii politycznej.

## Znaczenie
Działacze dangwai byli mniejszością parlamentarną bez szansy na przejęcie władzy, ale jako posłowie mogli wszczynać dysputy, kwestionować posunięcia rządu, żądać wyjaśnień itp. Zmuszało to rząd KMT do większej przejrzystości. Poznawali też sposób pracy parlamentarzystów. Aktywiści ruchu uczestniczyli również w wyborach do parlamentu prowincji Tajwan i do władz lokalnych. W kolejnych wyborach zwiększali swój udział w ciałach ustawodawczych różnego poziomu – dając poczucie uczestnictwa większościowej grupy benshengren (dawnych przybyszy z kontynentu), dotąd odsuniętej od władzy przez mniejszość waishengren (przybyszy z kontynentu po 1945).
Działania aktywistów dangwai przełamywały monopol KMT działalności politycznej, pozostając równocześnie w ramach obowiązującego prawa. Był to pierwszy krok na drodze stopniowej transformacji systemu politycznego wyspy, zakończonej pełną demokratyzacją na przełomie lat 1990/2000. Wielu czołowych polityków Republiki Chińskiej wywodziło się z ruchu dangwai np. Chen Shui-bian, Annette Lu, Frank Hsieh, Shih Ming-teh, Yu Shyi-kun i inni.
Kandydaci dangwai często używali języka minnan, najpopularniejszego, ale nieoficjalnego języka na wyspie, rodzimego dla największej grupy etnicznej na wyspie (Hoklo), stanowiącej większość wśród benshengren, przyczyniając się do renesansu tego języka.